# وحيدات الخلية البورفيرينية اللثوية
وحيدات الخلية البورفيرينية اللثوية (الاسم العلمي: Porphyromonas gingivalis) هي جراثيم خيطية، ممرضة ولاهوئية.
توجد هذه النوعية من البكتريا في تجويف الفم، حيث تتسبب في الإصابة ببعض إلتهابات دواعم الأسنان، كما تتواجد في القناة الهضمية العلوية، السبيل التنفسي، والقولون. كما عُثر عليها عينات مأخوذة من سيدات مصابات بالتهاب المهبل البكتيري. لوحظ حدوث انتكاس كولاجيني لدى المصابين بأمراض اللثة المزمنة ناجمة جزئياً عن إنزيمات الكولاجيناز الموجودة ضمن هذا النوع. من خلال دراسة معملية تبين أن المثقبة اللثوية يمكنها غزو الألياف اللثوية ابلشرية والبقاء فيها مع وجود تركيزات كبيرة من المضادات الحيوية. كما تغزو المثقبة اللثوية الخلايا الطلائية اللثوية بأعداد كبيرة، حيث يمكن للجراثيم والخلايا الطلائية في هذه الحالة البقاء لفترات طويلة. لدى المرضى المصابين بالمثقبة اللثوية يمكن الكشف عن مستويات مرتفعة من بعض أنواع الأجسام المضادة.
بالإضافة إلى ذلك، ترتبط المثقبة اللثوية بمرض الزهايمر والتهاب المفاصل الرثياني. تحتوي هذه البكتريا على إنزيم PADI4، الذي يسهم في عملية السترلنة. يعاني المصابين بالتهاب المفاصل الرثياني من ارتفاع معدل الإصابة بأمراض اللثة، الأجسام المضادة ضد البكتيريا أكثر شيوعاً بشكل كبير في هؤلاء المرضى.